# Ronnie del Carmen
Ronnie del Carmen (Cavite, 31 dicembre 1959) è un regista e sceneggiatore filippino, attivo nel cinema d'animazione.
Ha ricevuto la candidatura all'Oscar alla migliore sceneggiatura originale nell'ambito dei Premi Oscar 2016 per Inside Out, in condivisione con Josh Cooley, Pete Docter e Meg LeFauve.

## Filmografia parziale

### Cinema
- La missione speciale di Dug (Dug's Special Mission) (2009) - cortometraggio; regia e scrittura
- Inside Out (2015) - coregista e cosceneggiatore

### Doppiaggio
- Elemental, regia di Peter Sohn (2023)

## Doppiatori italiani
- Hal Yamanouchi in Elemental